# Буревестник (крылатая ракета)
«Буреве́стник» (Индекс ГРАУ — 9М730, кодовое обозначения НАТО — SSC-X-9 Skyfall) — разрабатываемая межконтинентальная крылатая ракета глобальной дальности с ядерной энергетической установкой.
Впервые о появлении данного ракетного оружия сообщил президент Российской Федерации Владимир Путин в послании Федеральному собранию 1 марта 2018 года. В ходе выступления президента были показаны видеокадры испытания ракетного комплекса. 22 марта 2018 года крылатая ракета получила наименование «Буревестник» по результатам открытого голосования на сайте Министерства обороны России.

## Конструкция
По заявлениям президента России Владимира Путина и материалам Министерства обороны России известно, что по габаритам корпуса ракета сопоставима с крылатой ракетой Х-101 и оснащена малогабаритной ядерной энергоустановкой. Заявленная дальность полёта в десятки раз превышает дальность полёта Х-101. На кадрах официальных презентаций ракета стартует с наклонной пусковой установки с помощью ускорителей.
По заявлению эксперта «Военно-промышленного курьера» Павла Иванова: «...по габаритам новейшая ракета в полтора-два раза больше „сто первой“. В отличие от последней, крылья у „Буревестника“ размещены не внизу, а сверху фюзеляжа. Также на видео можно рассмотреть характерные выступы. Скорее всего, именно там происходит нагревание воздуха ядерным реактором… Масса „Буревестника“ в несколько раз, а вероятно, и на порядок больше, чем у Х-101».
По данным «Независимой газеты», стартовый двигатель ракеты — твердотопливный, маршевый двигатель — ядерный воздушно-реактивный. Габариты: длина на старте — 12 м, в полёте — 9 м, корпус в фронтальной проекции имеет форму эллипса 1×1,5 м.

### Ядерная силовая установка
3 марта 2018 года агентство ТАСС со ссылкой на военно-дипломатический источник сообщило о завершении испытаний малогабаритной ядерной энергетической установки, которая может использоваться при производстве крылатых ракет и подводных аппаратов.
Джефф Терри, профессор физики Иллинойсского Технологического Института, используя аналогии с крылатой ракетой «Томагавк», оценил полезную (нетепловую) мощность двигателя «Буревестника» приблизительно в 766 кВт. Из этого он делает вывод, что это вполне вписывается в потенциальный диапазон мощностей компактного ядерного реактора современного поколения.
В «Буревестнике» используется прямоточная газовая турбина открытого типа, в отличие от «Посейдона», где на том же реакторе применена газовая турбина закрытого типа, где отработанный и охлаждённый газ возвращается обратно в реактор.

### Тактико-технические характеристики
По данным ТАСС, ракета комплекса является дозвуковой.
Траектория полёта крылатой ракеты с учётом чрезвычайно продолжительного времени маневрирования, по мнению разработчиков, обеспечивает возможность преодоления рубежей ПВО и ПРО.

## Разработка
Решение о начале разработки «Буревестника» было принято в декабре 2001 года, после выхода США из Договора об ограничении систем противоракетной обороны 1972 года.
По мнению профессора Марка Галеотти, это старая разработка советских времён, «снятая с полки и получившая новое финансирование».

По информации газеты «Коммерсантъ», изготовителем крылатой ракеты является екатеринбургское ОКБ «Новатор» с привлечением специалистов Всероссийского научно-исследовательского института экспериментальной физики в Сарове.
По информации газеты «Аргументы и факты» «Буревестник» будет принят на вооружение не ранее 2027 года. Его боевой потенциал не учитывается в продлённом до 5 февраля 2026 года российско-американском Договоре о стратегических наступательных вооружениях (СНВ-III).

## Испытания
В мае 2018 года американский телеканал CNBC опубликовал заявление анонимных источников о том, что, согласно отчёту неназванных разведывательных структур США, испытания ракеты в конце 2017 года были неудачными. Это заявление подверглось критике: в частности, член Экспертного совета коллегии Военно-промышленной комиссии Российской Федерации Виктор Мураховский заявил, что источники издания приняли за аварии этап бросковых испытаний.
В августе 2018 года CNBC опубликовал статью, где сообщил подробности испытаний ракеты, проводившихся с ноября 2017 по февраль 2018 года. В качестве источника сведений вновь была указана неназванная разведслужба США. В частности, сообщалось о подготовке операции по поднятию со дна Баренцева моря ракеты с ядерным двигателем, упавшей в ходе одного из неудачных испытаний. Издание The Diplomat дополнило статью CNBC спутниковыми снимками предполагаемого испытательного полигона. Главный редактор журнала «Национальная оборона» Игорь Коротченко назвал новость специально «срежиссированным вбросом, за которым стоят те структуры Пентагона, которые проводят информационные операции в киберпространстве».
В начале февраля 2019 года американские издания The Diplomat и Business Insider на основании неизвестных источников в разведке США заявили о возобновлении испытаний крылатой ракеты на полигоне Капустин Яр; испытания охарактеризованы как частично успешные. В феврале 2019 года Business Insider, комментируя 13-е по счёту испытание, заявил, что «ракета до сих пор не функционирует должным образом». Со ссылкой на разведку США сообщается, что лишь одно испытание за всё это время было успешным.
По официально не подтверждённым данным ТАСС, в январе 2019 года прошли успешные испытания ядерной энергетической установки для крылатой ракеты комплекса «Буревестник».
В сентябре 2019 года CNBC со ссылкой на неназванные источники в американской разведке заявил как минимум о пяти завершившихся неудачей испытаниях «Буревестника» в период с ноября 2017 по 2019 год. Эта информация была опровергнута военным экспертом Игорем Коротченко. Он расценил заявления американских СМИ о неудачах при испытаниях крылатой ракеты «Буревестник» как информационную операцию, направленную на дискредитацию российской «оборонки». Несмотря на имеющиеся проблемы, ракету планируется поставить на вооружение к 2025 году.
В сентябре 2019 года эксперт Павел Иванов выразил мнение, что испытания ракеты идут параллельно на двух или трёх полигонах: на Новой Земле, в Капустином Яру и, возможно, в Нёноксе.
В начале октября 2023 года The New York Times, со ссылкой на спутниковые снимки Planet Labs, сообщила о возможной подготовке или уже прошедших испытаниях на стартовой площадке на архипелаге Новая Земля межконтинентальной крылатой ракеты с ядерной силовой установкой «Буревестник». Издание также допустило, что РФ может проводить испытания отдельных составляющих «Буревестника».

### Предполагаемая авария в ходе испытаний
8 августа 2019 года на военном полигоне вблизи села Нёнокса и посёлка Сопка (Архангельская область) произошёл взрыв, в результате которого погибли пять учёных-испытателей и ещё три человека пострадали. В Северодвинске, находящемся в 30 км от этого места, был зафиксирован кратковременный (с 11:50 до 12:20 по московскому времени) скачок радиационного фона до 2 мкЗв/ч при обычном уровне 0,11 мкЗв/ч. По данным Северного управления по гидрометеорологии и мониторингу окружающей среды, повышение мощности дозы гамма-излучения на постах автоматизированной системы контроля радиационной обстановки было связано с прохождением облака радиоактивных инертных газов. Повышенный уровень бета-излучения наблюдался не только в Северодвинске, но и в Архангельске, в период 9—11 августа.
По утверждению Минобороны и корпорации «Росатом», на полигоне взорвался жидкостный реактивный двигатель, в котором использовался радиоизотопный источник питания. Эта же версия была приведена в газете «Известия».
Эксперты по ядерному оружию из Института международных исследований Миддлбери Джеффри Льюис и Энн Пеллегрино на основе спутниковых фотографий и косвенных данных высказали мнение, что несчастный случай произошёл во время испытаний крылатой ракеты с ядерной установкой «Буревестник». Позднее президент США Дональд Трамп заявил, что взорвавшимся изделием была именно ракета «Буревестник», при этом в администрации президента не подтвердили и не опровергли возможный факт испытания крылатой ракеты с ядерной установкой, военные эксперты выразили мнение, что сделанное Трампом заявление основано не на докладах разведки, а на публикациях СМИ.
CNBC со ссылкой на данные американской разведки высказала версию, что взрыв произошёл во время операции по подъёму со дна океана потерянной при предыдущих испытаниях ракеты с ядерной силовой установкой.

## Оценки и критика
«Известия» высказали предположение, что в конструкции крылатой ракеты «Буревестник» использован прямоточный воздушно-реактивный двигатель, особенностью которого, в отличие от более традиционных двигательных установок ядерного оружия, будет «радиоактивный выхлоп» в течение всего времени работы. Такого же мнения придерживаются и в The National Interest. Stratfor же предполагает, что двигатель не прямоточный, а турбореактивный.
В феврале 2019 года Business Insider, комментируя 13-е по счёту испытания, заявил что «ракета до сих пор не функционирует должным образом». Со ссылкой на разведку США сообщается лишь об одном успешном испытании за всё время.
National Interest в августе 2019 года заявил, что результаты испытаний свидетельствуют о том, что программа «Буревестник» далека от совершенства и решения сложной задачи по её реализации. Даже при условии её успешной реализации развёртывание такой системы будет дорогим, небезопасным и иметь политические последствия.
В августе 2019 года Foreign Policy привёл мнение военных экспертов Майкла Кофмана (директора программ по изучению России в американском Центре военно-морского анализа (CNA)) и Яна Уильямса (заместителя директора проекта противоракетной обороны в Центре стратегических и международных исследований), которые скептично отнеслись к тому, что Россия имеет технические и финансовые возможности для успешного завершения проекта. Так Ян Уильямс заявил: «Может быть, они бросают спагетти на стену и смотрят, что прилипло, а что — нет, но я не думаю, что всё может прилипнуть».
В июле 2020 года спецпредставитель президента США по контролю над вооружениями Маршалл Биллингсли назвал ракету «системой судного дня» и «летающим Чернобылем».
В сентябре 2020 года глава военной разведки Великобритании, генерал-лейтенант Джим Хокенхалл сообщил о возможности ракеты практически бесконечно пребывать в состоянии ожидания в воздухе и наносить удары с неожиданных направлений по целям.

## Комментарии
1. 1 2  Глобальная дальность — половина длины большого круга Земли[1], то есть около 20 тысяч километров (половина длины экватора)